# Franco Piersanti

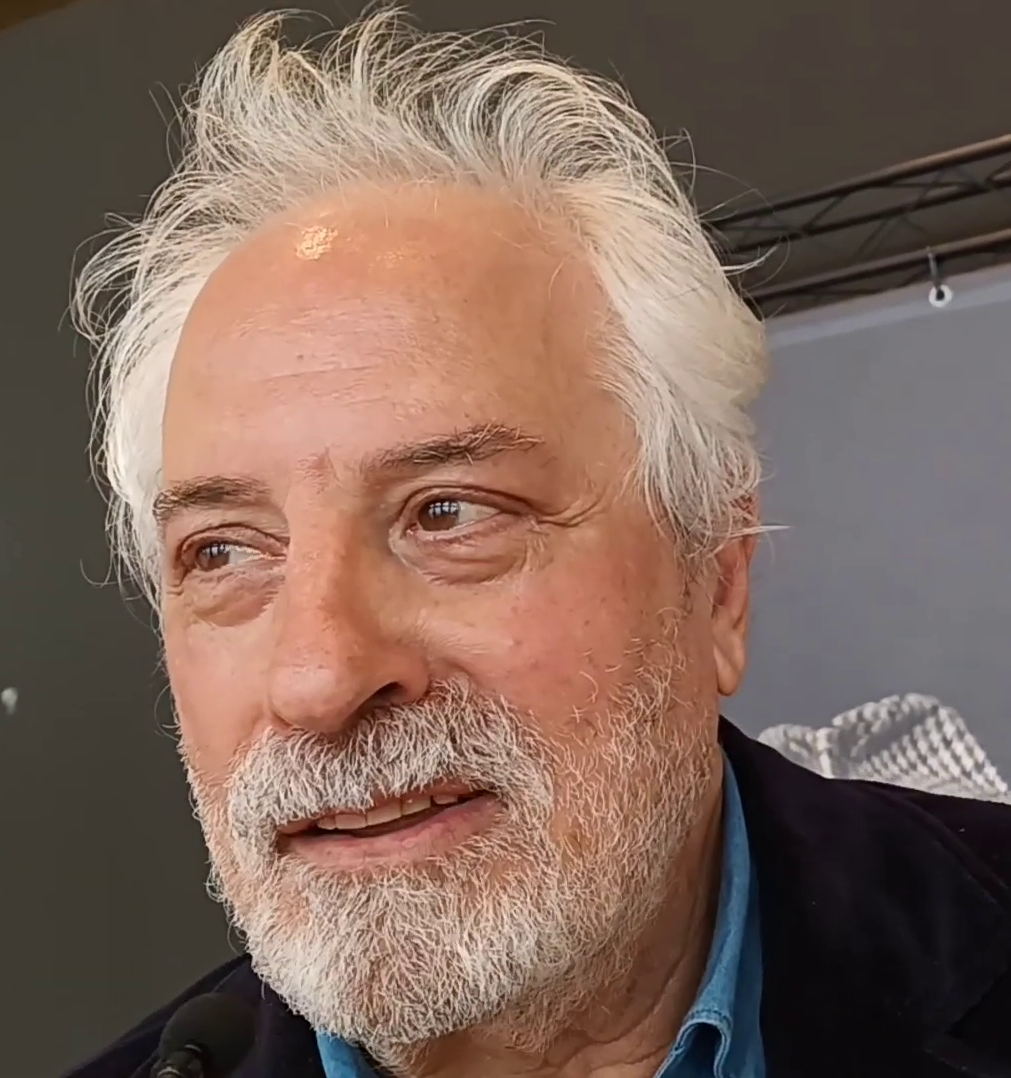
Franco Piersanti, 2023

Franco Piersanti (* 12. Januar 1950 in Rom) ist ein italienischer Komponist. Seine Arbeit als Komponist ist vielfältig: Er komponiert sowohl für Kino- und Fernsehfilme, Theater, Ballett, als auch Orchester- und Kammermusik. Von 1976 an komponierte er die Filmmusik für ungefähr 100 Filme.

## Leben
Piersanti erwarb beim Konservatorium Santa Cecilia in Rom sein Kontrabass-Diplom. Dort lernte er zusammen mit Armando Renzi Komposition und mit Franco Ferrara und Bellugi Orchesterleitung. Als Kontrabassist trat er in das Nationale Symphonische Orchester der Rai ein und nahm an einigen Aufnahmesessions für Kinofilme teil.
Während seines Studiums lernte er den mailändischen Komponisten Nino Rota kennen und wurde von 1975 bis 1977 sein Assistent. Rota half Piersanti bei seinem Einstieg als Filmkomponist. Er traf Nanni Moretti, der ihm anbot, die Komposition zu seinem Film Ich bin ein Autarkist (1976) zu erstellen, worauf sich eine dauerhafte Zusammenarbeit mit dem Regisseur entwickelte. Für Tommaso Dazzi komponierte Piersanti die Musik für den Fernsehfilm Rotta su Ofira. Die Arbeit als Fernsehfilmkomponist wurde ein wichtiger Teil von Piersantis Wirken und erreichte seinen Gipfel in der Zusammenarbeit mit Alberto Sironi: Diese begann 1988 mit dem TV-Film Notte di luna und setzt noch fort mit der erfolgreichen Serie Commissario Montalbano. Erwähnenswert sind die Zusammenarbeiten mit Enzo Muzii für 6 TV-Filme und diejenigen mit Maurizio Zaccaro für wichtige Fernsehproduktionen wie Cuore und I ragazzi della via Pál.
Piersantis Hauptschaffen besteht allerdings aus Filmmusikkompositionen. Im Lauf seiner Karriere hat er etwa 100 Tonspuren komponiert. Auch mit dem kalabrischen Regisseur Gianni Amelio arbeitete er mehrfach zusammen. So komponierte er die Musik für dessen Film Ins Herz getroffen (1982), für den Fernsehfilm I velieri (1983) und sechs weiteren Kinofilmen, darunter Gestohlene Kinder (1992), Lamerica (1994), So haben wir gelacht (1998). Zu der Zusammenarbeit mit Moretti, für den er die Musik zu Bianca komponierte, kamen noch einige Beiträge zu den Werken weiterer wichtiger Filmemacher hinzu. Neben den episodischen Werken für das Genrekino, wie Gianfranco Giagnis Horrorfilm Spider Labyrinth (1988), sind die Partituren für Carlo Lizzani (Mamma Ebe, 1986; Emma, 1988), Gianni Serra (Una lepre con la faccia di bambina, 1989), Margarethe von Trotta (Fürchten und Lieben, 1988); Mimmo Calopresti (vier Filme von 1995 bis 2002), Roberto Faenza (Marianna Ucrìa, 1998) erinnerungswürdig.

## Filmografie
- 1976: Ich bin ein Autarkist (Io sono un autarchico)
- 1982: Ins Herz getroffen (Colpire al cuore)
- 1984: Bianca
- 1984: Der Tempel des blutigen Goldes (Yellow Hair and the Fortress of Gold)
- 1988: Fürchten und Lieben (Paura e amore)
- 1988: Spider Labyrinth (Il nido del ragno)
- 1989: Bankomatt
- 1990: Offene Türen (Porte aperte)
- 1992: Gestohlene Kinder (Il ladro di Bambini)
- 1994: Lamerica
- 1995: Das zweite Mal (La seconda volta)
- 1995: Without Evidence
- 1996: Donna (Miniserie)
- 1997: Augenzeuge in Gefahr (Testimone a rischio)
- 1998: Ist Liebe nur ein Wort? (La parola amore esiste)
- 1998: So haben wir gelacht (Così ridevano)
- 1999–2017: Commissario Montalbano (Il commissario Montalbano, Fernsehserie)
- 2000: Ich liebe das Rauschen des Meeres (Preferisco il rumore del mare)
- 2002: Der schönste Tag in meinem Leben (Il più bel giorno della mia vita)
- 2004: Die Hausschlüssel (Le chiavi di casa)
- 2005: Die Bestie im Herzen (La bestia nel cuore)
- 2006: Der Italiener (Il caimano)
- 2007: Mein Bruder ist ein Einzelkind (Mio fratello è figlio unico)
- 2008: Das ganze Leben liegt vor Dir (Tutta la vita davanti)
- 2011: Habemus Papam – Ein Papst büxt aus (Habemus Papam)
- 2011: Terraferma
- 2012: Ich und Du (Io e te)
- 2013: Anni Felici – Barfuß durchs Leben (Anni felici)
- 2017: La Tenerezza – Die Zärtlichkeit (La tenerezza)
- 2018: A Rose in Winter
- 2021: Drei Etagen (Tre piani)
- 2023: Das Beste liegt noch vor uns (Il sol dell’avvenire)
- 2024: Campo di battaglia

## Auszeichnungen (Auswahl)
- David di Donatello – Beste Filmmusik für:
  - 1992: Gestohlene Kinder
  - 1995: Lamerica
  - 2006: Der Italiener
- 2012: Nastro d’Argento – Beste Filmmusik für Terraferma
- 2013: Globo d’oro – Beste Filmmusik für Ich und Du